# Annette Messager
Annette Messager (Berck-sur-Mer, Paso de Calais, 30 de noviembre de 1943) es una artista contemporánea francesa. Es conocida principalmente por su trabajo de instalación, en el que a menudo incluye fotografías, grabados y dibujos, y materiales diversos. En su arte representa una mezcla de la realidad cotidiana y la fantasía, y desde sus inicios en la década de 1970 está vinculada al arte feminista.  

## Biografía
Annette Messager nació en 1943 en Berk-sur-Mer en Francia. De 1962 a 1966 años, estudió en la Escuela Nacional Superior de Artes Decorativas en París, donde creó una escultura surrealista. En 1961 ganó el Gran Premio Internacional de Competencia, patrocinado por la misma empresa Kodak. En 1964 viajó a Asia, después de haber comprado una cámara en Hong Kong, tomando fotos en Japón, Filipinas, Camboya, India e Israel. Al año siguiente, visitó Nepal y Ceilán, y Estados Unidos poco después.
Desde 1962 asistió a la Escuela de Artes Decorativas de París. Interrumpe sus estudios en la víspera del Mayo del 68, y finalmente se le instó a dejar el centro porque pasaba su tiempo en los museos y salas de cine en vez de ir a la escuela. Entonces se gana la vida vendiendo algunos artículos de ropa confeccionados por ella. Es entonces cuando reúne sus primeras colecciones, álbumes de fotos y frases tomadas de la prensa que anota que modifica. La galería Germain le encarga un trabajo en 1971-1972 bajo el lema: Messager crea Les Pensionnaires, alineación de gorriones de peluche y envuelto en jerséis de lana. Esta es una de sus instalaciones más conocidas , los cuerpos de las aves disecadas fueron vestidos con ropa de lana y algunas de sus cabezas sustituidas por las de muñecos de peluche. Entonces rompió con la venta de artículos confeccionados para iniciar una creación continua, que expone en Múnich en 1973 y en l'ARC en 1974. Ese mismo año, se destaca por su colección de proverbios, una antología de ideas sobre la mujer que borda en cuadros de algodón blanco. Sus obras se estructuran progresivamente y se exponen a nivel internacional.
En 2005 su trabajo fue destacado en el pabellón francés de la Bienal de Venecia, donde ganó el León de Oro por su instalación inspirada en Pinocho que transformó el pabellón francés en un casino.
Ha sido profesora en la École nationale supérieure des beaux-arts de París. En 2007 el Centro Pompidou le dedicó una exposición individual. Vive en Malakoff en Hauts-de-Seine. 
Su trabajo está presente en la colección permanente del Museum of Modern Art.
Ha recibido el  Premio Julio González en el IVAM, 2018. Annette Messager es la primera mujer que recibe este galardón en los 18 años de historia del premio.

## Obras
La obra de Annette Messager está estructurada por diferentes denominaciones de proyectos, concebidos como tantas facetas de la artista visual y sin una separación obvia de uno a otro :
- El ciclo "Annette Messager artista", comienza con el trabajo a los Pensionnaires en 1971-1972: incluye la exposición de pájaros disecados, así como álbumes de dibujos que los representan en un juego infantil y ambiguo que tiene el niño y la locura.

- El ciclo "Annette Messager coleccionista ", El ciclo de "colector de Annette Messager, desarrollado de forma simultánea, se compone de un conjunto de 56 álbumes que comprende varias colecciones: los anuncios matrimoniales (El matrimonio de la señorita Annette Messager), recortes (Los hombres que me gustan / no amo ), fotos (niños con los ojos rallados , mis celos ...), imágenes de revistas (La tortura Voluntaria), dichos (Mi colección de proverbios), firmas, Rorschach (pequeña práctica mágica cotidiana), los adjetivos calificativos ...

- El ciclo "Annette Messager mujer práctica » de 1974, consiste en una serie de tablas que detallan el procedimiento para el trabajo manual ordinario (Mis labores de punto, Cuando trabajo como los hombres)

- El ciclo "Annette Messager trucadora» de 1975 se inscribe dentro del contexto del arte corporal : el cuerpo de la artista se transforma en soporte para un trabajo de maquillaje o de retoque fotográfico (serie La mujer y... )

- El ciclo "Annette Messager traficante» de 1982 comprende la serie de la s Quimeras y la de las Efigies , está orientada decididamente hacia lo fantástico.

## Influencias y cuestionamiento

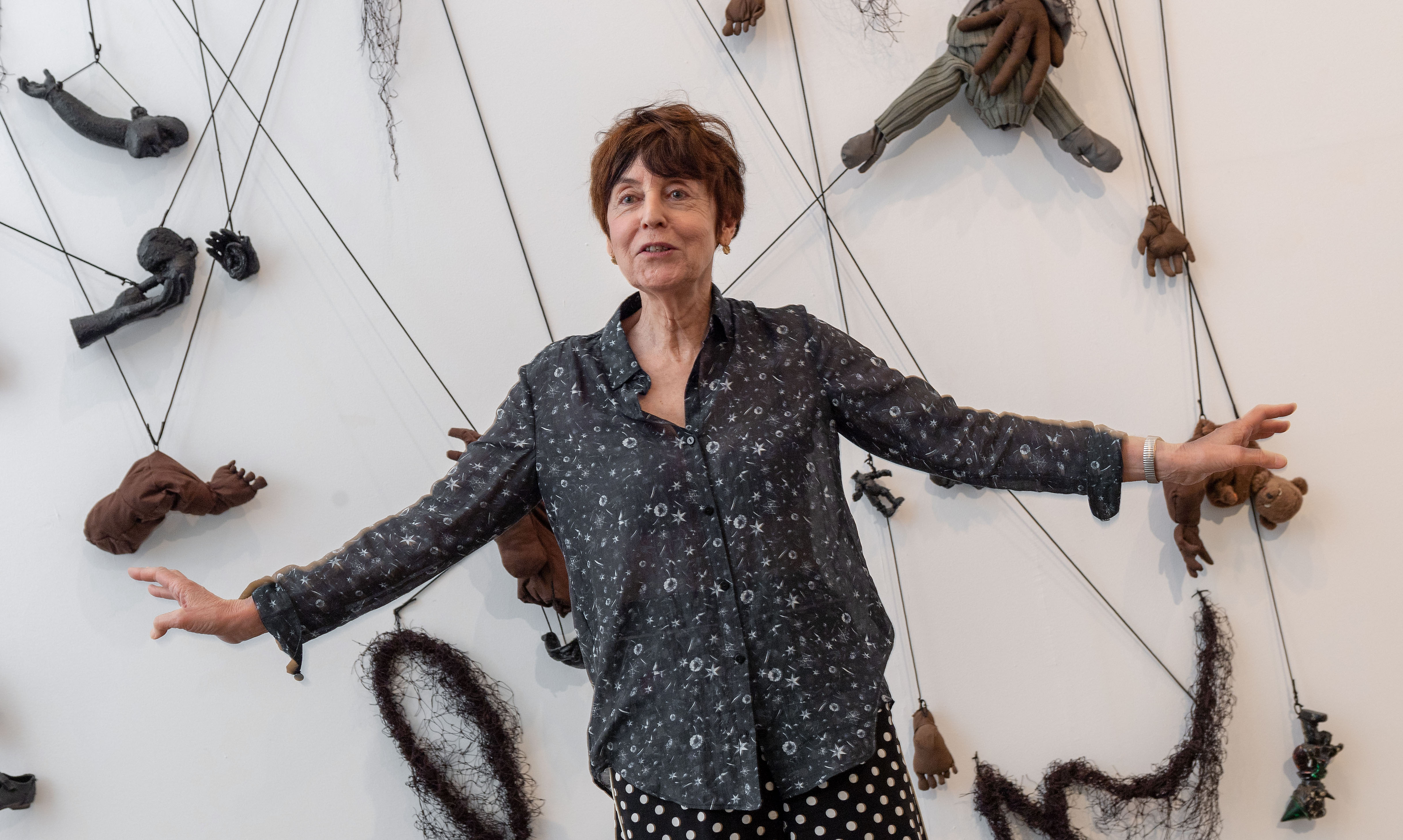
Annette Messager, en la presentación de su exposición en el IVAM de 2018.

Influida por el surrealismo de André Breton y el feminismo en el contexto de la década de 1970 , su obra se inscribe en la corriente llamada "mitologías individuales", que marca un renovado interés en la autobiografía y la historia. Explora paralelamente la ambivalencia de la infancia, el informe mágico del mundo, lo fantasmal y lo fantástico (trampas de quimeras, 1984), manteniendo la proximidad con el arte popular.
Mediante el uso de las prácticas modestas próximas al Art Brut , los llamados artes primeros (los talismanes cotidianos), la artesanía, el arte de las tareas diarias (los talismanes cotidianos)o las producciones de la infancia (la práctica recurrente del día) Messager quiere saber en qué momento una creación pertenece al reino del arte. 

## Materiales
La obra en general se caracteriza por el uso de materiales pertenecientes al Arte Pobre: peluches, piezas de tejido, lápices de colores, cojines, etc. Los objetos modestos y del entorno familiar con los que la artista fabrica estructuras revelándose como talismanes, de la reliquia o el ex-voto popular, bajo una perspectiva que busca tanto la protección como la inquietud.
Desde 1988, usa peluches, animales disecados, piezas de tela y realiza híbridos medio humano y medio bestias. 

## Los trabajos
La violencia de algunos de los trabajos de Annette Messager fue criticada (Los Niños de los ojos eliminados de 1971-1972, fotografías en blanco y negro ralladas con el trazo de un bolígrafo de tres niños muy pequeños, y simbólicamente "muertos"). En los últimos años, se produce la inversión de Messager hacia áreas más amplias y preocupaciones del mundo contemporáneo, como la de las vacas locas o la procreación artificial .
Annette Messager ganó el León de Oro en la 51 Bienal de Venecia en 2005 por su instalación Casino (Pabellón de Francia), que se inspira el personaje de Pinocho. Ha expuesto en París y Nueva York.
También diseñó los Laisser-passer del Centro Pompidou en 2007 - que el mismo año le dedicó una exposición retrospectiva. 

## Exposiciones individuales
- IVAM, Instituto Valenciano de Arte Moderno. Valencia, 2018. Púdico – Público[6]
- Museo Amparo, Puebla 2010.
- Museo de Arte Contemporáneo de Monterrey, MARCO, 2010
- The Hayward Gallery, Londres 2009.
- Mori Art Museum, Tokio 2008.
- Centre Pompidou, Paris, 2007.
- Museo Nacional Centro de Arte Reina Sofía Palacio de Velázquez, Madrid 1999.
- Los Ángeles County Museum of Art, 1995.
- The Museum of Modern Art, Nueva York, 1995.
- FRAC Picardia, 1993.
- Arnolfini, Bristol, 1992.
- Douglas Hyde Gallery, Dublín, 1992.
- Musee Departmentale, Chateau de Rochechouart, 1990.
- Musee de Grenoble, 1989.
- Gallerie d'Art contemporaine, Niza, 1986.
- Musee d'art moderne de la ville de París, 1984.
- Musee de Beaux-Arts, Calais, 1983.
- San Francisco Museum of Modern Art, 1981.
- San Luis Art Museum, 1980.
- Galería Gillespie-Laage, París, 1979, 1980.
- Galería Isy Brachot, Bruselas, 1977.
- Musee d'art moderne de la ville de Paris, 1974.

## Selección de exposiciones colectivas
- New Works for a New Space. ArtPace, San Antonio, Texas, 1995.
- Arrested Childhood. Center of Contemporary Art, Miami Norte, 1994.
- A visage decouvert. Fondation Cartier, París, 1992.
- Parallel Visions. Los Angeles County Museum, Los Angeles, 1992.
- Images in Transition. National Museum of Modern Art, Kioto. 1990.
- Today's Art and Erotism. Kunstverein, Bonn, 1982.
- Photography as Art. ICA, Londres, 1979.
- Couples. PS1, Nueva York, 1978.

## Filmografía
- Annette Messager, Centre d'art contemporain, Castres, 1988
- Annette Messager - Interview, Centre national d'art et de culture Georges-Pompidou, 1993
- Les Chimères d'Annette Messager, realizador Yves Brouty, 1983
- Annette Messager reine de la nuit (12mn) realizador Philippe Demontaut, 1986
- La carte du tendre d'Annette Messager, realizador Michel Nuridsany, 1992
- Plaisirs / Déplaisirs : le bestiaire amoureux d'Annette Messager 2001, vídeo documental (52 min), realización de Heinz Peter Schwerfel
- Casino, cinta de Gilles Coudert (6 min / 2005 / a.p.r.e.s production) este documental estuvo presente en la exposición de la artista Annette Messager en el Pabellón francés de la Bienal de Venecia de arte contemporáneo en 2005. Annette Messager nos presenta su exposición titulada Casino : una instalación inspirada muy libremente en la historia de Pinocho, por la que recibió el León de Oro.